# Alisandra, Nagamangala
Alisandra là một làng thuộc tehsil Nagamangala, huyện Mandya, bang Karnataka, Ấn Độ.